# 細點兔脂鯉
細點兔脂鯉，為輻鰭魚綱脂鯉目脂鯉亞目上口脂鯉科的其中一個種，分布於南美洲巴西Curuá及鑫古河流域，體長可達12.5公分，棲息在水質清澈且水流快速的溪流，生活習性不明。